# Gyōda
Gyōda (行田市, Gyōda-shi) est une ville située dans la préfecture de Saitama, au Japon.

## Géographie

### Situation
La ville de Gyōda est située dans le nord de la préfecture de Saitama, sur l'île de Honshū, au Japon. Elle s'étend sur environ 11,4 km, d'est en ouest, et 11,9 km du nord au sud, au centre de la plaine du Kantō, à 60 km au nord-ouest de Tokyo, capitale du Japon. Sa limite nord jouxte le sud-est de la préfecture de Gunma.

### Municipalités limitrophes
| Kumagaya | Chiyoda | Meiwa |
| Kumagaya | Gyōda   | Hanyū |
| Kumagaya | Kōnosu  | Kazo  |

### Démographie
Lors du recensement national de 2015, la population de la ville de Gyōda s'élevait à 82 113 habitants, répartis sur une superficie de 67,49 km2,,. Elle était de 56 446 habitants en 1965, 79 039 en 1985 et 85 975 en 2000. De 1980 à 2018, la proportion des plus de 64 ans est passée de 8,7 % à 29,6 %. En 2018, la ville comptait 1404 résidents étrangers (environ 17 ‰ habitants de la ville), dont 26,2 % de Brésiliens, 15,7 % de Péruviens, 10,3 % de Philippins, 9 % de Chinois et 4,8 % de Coréens.

### Topographie
Le territoire de Gyōda est étendu dans une plaine alluviale ; l'altitude moyenne y est de 19,7 m.

### Hydrographie
La limite nord de la ville de Gyōda est formée par une section du fleuve Tone. Le sud de la ville comprend une partie du bassin versant du fleuve Ara,.

### Climat
Le climat de Gyōda est du type continental avec de faibles précipitations au cours de l'année (~1 100 mm). L'hiver, le mercure peut descendre jusqu'à −3 °C et grimper jusqu'à 39 °C en été.

## Histoire
Le site de Gyoda est occupé depuis une période très ancienne. Témoin de cette occupation précoce, la ville regroupe plusieurs sites archéologiques dont le plus grand et le plus remarquable rassemble neuf tumulus funéraires (kofuns) de la période éponyme (IIIe – VIIe siècle ap. J.-C.) dont huit présentent une forme en trou de serrure typique. Le tumulus de Maruhalayama est, quant à lui, le plus grand de forme circulaire du Japon.
Lors de la fin de la période Sengoku, une bataille est entrée dans l’histoire avec la résistance du seigneur du château Narita Ujinaga, de ses 619 samouraïs et près de 2 000 conscrits locaux qui ont tenu un mois face au siège mené par Ishida Mitsunari (vassal de Toyotomi Hideyoshi) qui, s’inspirant du siège de Takamatsu et fort de 23 000 soldats, tente d'inonder le soubassement du château pour en percer les défenses, mais sans résultat.
En 1889, après l'officialisation par le gouvernement de Meiji du découpage du territoire national en préfectures, le bourg d'Oshi est fondé, par fusion du village de Sama et des bourgs de Narita et Gyōda,. En 1920, Oshi rassemble 11 919 habitants sur une superficie de 3,4 km2. Le 3 mai 1949, Oshi acquiert le statut de ville, sous le nom de « Gyōda, ». Jusqu'en 1957, son territoire s'élargit et atteint 60,75 km2, par fusion avec des villages voisins. En 2006, l'intégration du village de Minamikawara porte la superficie de Gyōda à 67,49 km2.

## Économie
Selon les chiffres du recensement national de 2015, 40 592 actifs (35 817 en 1980) ont un emploi dans la ville de Gyōda. 62,3 % de la population active (44,6 % en 1980) travaillent dans le secteur tertiaire (commerce, services et domaine médical), 30,2 % (45,8 % en 1980) dans le secteur secondaire (construction et industrie manufacturière). L'agriculture (riz, céréales et légumes) et l'exploitation forestière sont les principales activités des actifs du secteur primaire. De 1970 à 2015, la population de Gyōda formant des ménages agricoles a diminué de 19 147 à 2 970.

## Éducation
En 2017, la ville de Gyōda possède seize écoles primaires, deux collèges, deux lycées et un institut universitaire privé.

## Culture locale et patrimoine

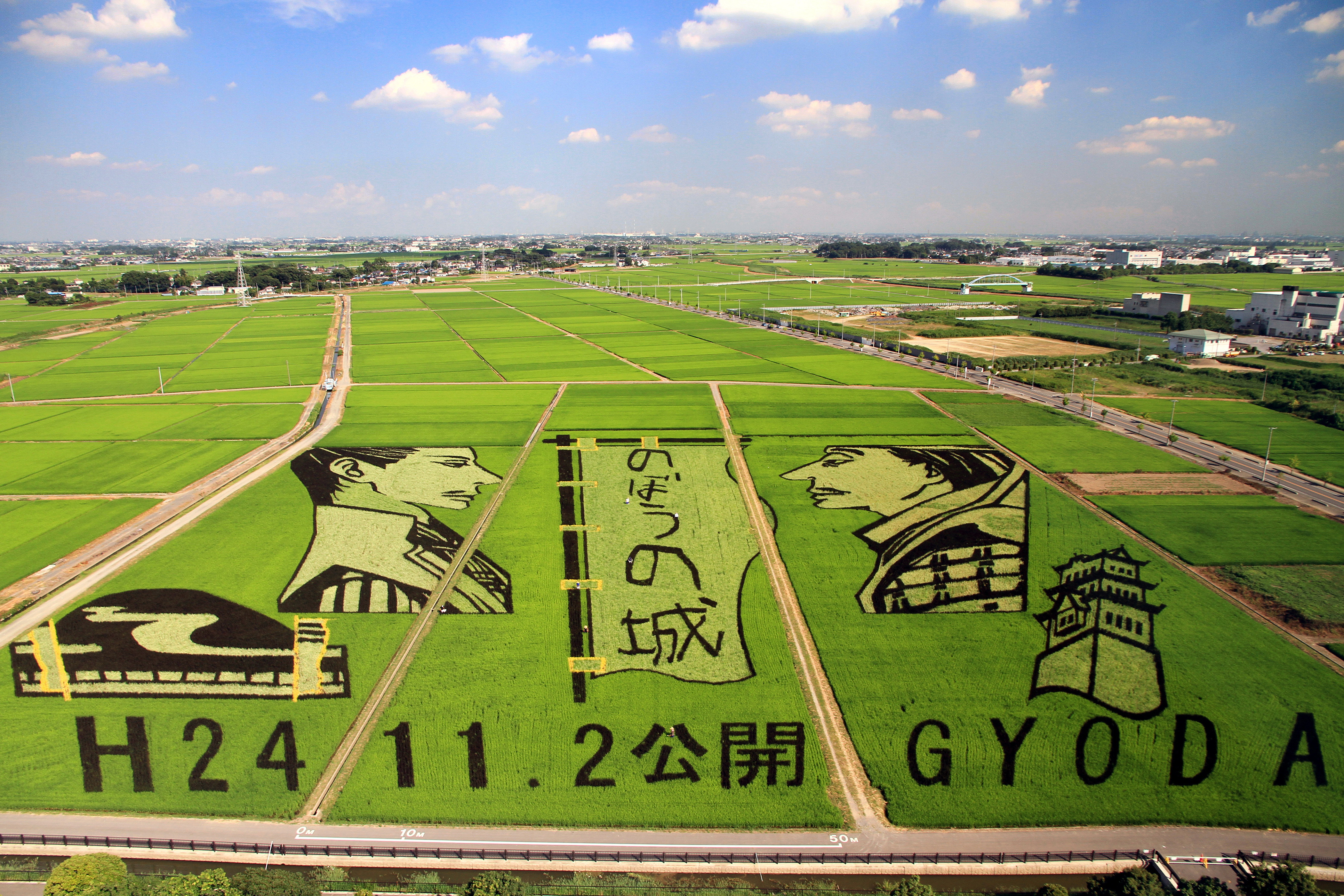
Gyōda 2012 : illustration d'un roman de Wada Ryō.

Au XIXe siècle, la production de tabi est à son apogée, des machines sont importées d’Europe ou sont fabriquées sur place ; certaines sont toujours utilisées de nos jours. Aujourd’hui encore, Gyoda produit 80 % des tabi fabriquées au Japon dans ses six dernières usines. Ces usines, classées Japan Héritage, sont fières de leur savoir-faire et défendent l’aspect artisanal de leur production, ainsi que la qualité des matériaux.

### Patrimoine architectural

#### Château d'Oshi
Le château d'Oshi est non seulement l’un des sept châteaux remarquables de la région du Kantō, mais c’est également le musée d’histoire municipal. 
Le château d’Oshi est entré dans l’histoire comme le « Château flottant ». Construit pendant l'époque de Muromachi (1333-1573), il est achevé selon les sources vers 1479 et est entouré de canaux et de marais (comme le présente la maquette dans la première salle du musée), le rendant difficilement prenable.
Mais, c’est en résistant plus d’un mois au siège d'Ishida Mitsunari (vassal de Toyotomi Hideyoshi) qu’Oshi-jyo gagne son nom. En effet, Mitsunari, s’inspirant du siège de Takamatsu et fort de 23 000 soldats, ne parvient pas à faire plier le château, défendu par moins de 619 samouraïs et près de 2 000 conscrits locaux. C’est le fameux siège d’Oshi de la fin de la période Sengoku.
Ce siège est commémoré chaque année pendant le matsuri (festival) d’automne avec des défilés de samouraïs dans une grande partie de la ville, qui s’achève au château avant de laisser la place à des reconstitutions. On peut y voir des tirs d’arquebuses et le combat au sabre victorieux de Kaihime, fille de Narita Ujinaga, défenseur du château.
Son donjon a été détruit pendant l'ère Meiji (1868-1912), une copie le remplace depuis 1988. Depuis sa reconstruction, le donjon abrite une partie du musée sur l’histoire de Gyōda, de ses origines au début XXe siècle.

#### Monuments funéraires

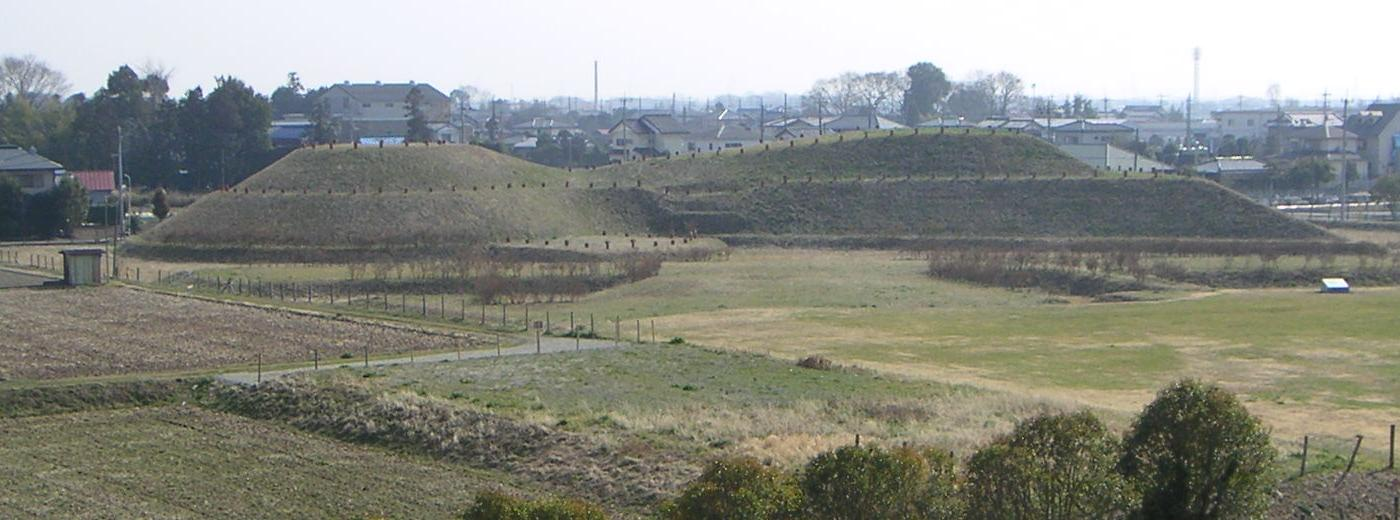
Tumuli de Gyōda (sakitama-kofungun), avec la ville en arrière-plan.

Les tumuli japonais sont des mottes de terre artificielles parfois de très grandes dimensions. Il n’y a pas d’architecture intérieure et le défunt est enterré au sommet avec son mobilier funéraire, conservé dans le musée archéologique voisin de la ville.
Les kofuns sont parfaitement visibles dans le paysage et ils offrent un point de vue spectaculaire sur la ville. Au sommet du tumulus d’Inariyama se trouve une plaque matérialisant le lieu de découverte du défunt et de son fabuleux trésor.

### Musées

#### Musée Sakitama des anciens tumulus
Situé à proximité des tumuli, le musée conserve le riche matériel archéologique découvert lors des fouilles dont de nombreuses céramiques de style haniwa ainsi que des vestiges d’armures en métal et surtout, une des neuf épées antiques du pays : l'épée d'Inariyama. Elle a la particularité d’être incrustée de lettres d’or qui racontent la vie de son défunt propriétaire.
Le musée propose des ateliers pour fabriquer des magatama retrouvés en grand nombre dans les tombes sans que l’on en connaisse exactement la fonction. Les spécialistes proposent plusieurs hypothèses : la représentation d’un croissant de lune ou bien celle d’un fœtus.

### Patrimoine naturel

#### Kodaihasu no sato
Kodaihasu no sato ou parc des anciens lotus est un parc réputé de la ville de Gyoda. On compte 42 sortes de lotus offrant plus de 120 000 fleurs par an. À la belle saison, le jardin se couvre de fleurs de lotus. Des ponts en bois permettent de cheminer sur les bassins au milieu des fleurs.
Le parc est complété par un centre d’interprétation présentant l’environnement et les espèces qui vivent en harmonie avec les plantes, système racinaire et ses différentes variétés, dont le lotus de Gyoda, issu de graines de lotus dont l’âge est estimé entre 1 400 ans et 3 000 ans et qui ont été retrouvées lors de fouilles archéologiques et réactivées avant d’être plantées.

### Événements

#### Tambo Art
Depuis 2008, Gyōda organise chaque année la plus importante manifestation de tambo art de la région de Tokyo. En 2015 la ville est entrée dans le Livre Guinness des records grâce à une création d'art des rizières de 27 195 m2. Depuis 2008, chaque année, la ville propose un nouveau motif, allant de l’art Nazca à l’anniversaire des trente ans de Dragon Quest ou encore des portraits de personnalités.

### Gastronomie

#### Nourriture
La ville de Gyoda propose deux plats typiques de la ville : zeri furai et furai, populaires auprès des nombreux ouvriers des usines de tabi lors de l’acmé de la production au XIXe et début du XXe siècle.

#### Zeri furai
Il est composé d’une purée de pommes de terre agrémentée de petits légumes et de quelques épices. On lui donne une forme de patate avant de le faire frire.

#### Furai
Le furai est à mi-chemin entre la galette et l’omelette et rappelle l'okonomiyaki. Elle est garnie de légumes, de condiments divers et surtout de soba.

#### Café Vert
Ouvert en avril 2018, il s’agit de l’ancien magasin coopératif Ninomachi, démonté, déplacé et reconstruit près du parc Mizuki. Le bâtiment date de 1922 (taisho 11). Il s’agit d’un restaurant-salon de thé très prisé.

## Transports
Gyōda est desservie par la ligne Takasaki de la JR East et la ligne principale Chichibu de la Chichibu Railway. La gare de Gyōda est la principale gare de la ville.

## Jumelages
La ville de Gyōda est jumelée avec deux municipalités japonaises, :
- Kuwana (Japon) depuis 1998 ;
- Shirakawa (Japon) depuis 1998.

## Symboles municipaux
L'arbre symbole de Gyōda est l'abricotier d'argent et sa fleur symbole le chrysanthème d'automne, deux symboles choisis par un vote populaire à l'occasion des célébrations du 25e anniversaire de la fondation de la municipalité. En 2009, pour fêter les soixante ans de la ville, une seconde fleur a été sélectionnée : celle du lotus sacré.